# Svendborg Mærsk (Schiff, 1973)
Die Svendborg Mærsk war das erste Vollcontainerschiff der dänischen Reederei A.P. Møller (Mærsk Line).

## Geschichte
Das Containerschiff Svendborg Mærsk wurde 1972 von der Reederei A.P. Möller für die neugegründete Mærsk Line bestellt. Am 6. Juli 1973 wurde der Neubau als Baunummer 2323 bei der japanischen IHI-Werft in Aioi zu Wasser gelassen. Nach ihrer Übergabe im Januar 1974 sollte sie zunächst im gemeinsamen Europa-Fernost-Containerdienst von Mærsk-Lines und K-Line eingesetzt werden, wozu es aber nicht kam. Als Einzelschiff fügte sich das Schiff zunächst in keinen der bestehenden Dienste ein und  begann ihre Karriere stattdessen im Australia Europe Container Service (AECS) des Reedereikonsortiums Overseas Containers Limited (OCL). Erst mit Mærsks neuen Containerschiffen der sogenannten A-Klasse kam es zu einer gemeinsamen Einsatzzeit. Bis 1979 lief sie unter ihrem Taufnamen und wurde oft zum Ersatz von Schiffen eingesetzt, deren Maschinenanlagen von Turbinen- auf Dieselantrieb umgebaut wurde, oder um Werftzeiten für die Verlängerung ganzer Serien bestehender Schiffe zu überbrücken. Später wurde sie mehrfach verchartert und dazu umbenannt um auf verschiedenen Linien eingesetzt zu werden. Nachdem der Name Svendborg Mærsk 1980 an einen neuen Gastanker der Reederei vergeben worden war, gliederte man das Schiff 1987 zunächst wieder als Dragor Mærsk in die Reedereiflotte ein, um es schon im darauffolgenden Jahr in Brigit Mærsk umzubenennen. 1999 wurde die Brigit Mærsk mit einer Rückcharter an die griechische Danaos-Reederei veräußert und in Brigit umbenannt. Als MSC Halifax begann sie im Januar 2000 ihre letzte Charter für die Schweizer Reederei Mediterranean Shipping Company. Dort diente sie im Europa-Südafrika-Australien-Dienst, bis sie schließlich am 24. Januar 2002 zur Verschrottung in Alang eintraf, nachdem sie auf ihrer letzten Reise von Antwerpen durchs Mittelmeer in Dschabal Ali ihre letzten Container gelöscht hatte.

## Technik
Aufbauten und Maschinenanlage waren etwa zwei Drittel achtern angeordnet.
Beim Bau war das Schiff mit einer Kapazität von 1.806 TEU angegeben, später gab man 2.276 TEU an und zuletzt 2.442 TEU. Dies war aber nicht auf Umbauten am Schiff, sondern auf anders berechnete Stauungen der Container an Deck zurückzuführen.
Der Antrieb des Schiffes bestand beim Bau aus zwei einfachwirkenden Sulzer RND 90 Zwölfzylinder-Zweitakt-Dieselmotoren, die auf zwei Festpropeller wirkten. Mit dieser Motorisierung erreichte die Svendborg Mærsk 27 Knoten bei einem Tagesverbrauch von rund 230 Tonnen Schweröl. Als Folge der Ölkrise wurde das Schiff später auf einen einzelnen MAN-B&W L90MC Zweitakt-Dieselmotor mit 23.700 kW Leistung umgebaut, der auf einen einzelnen Propeller wirkte. Dieser in der Form nur bei wenigen Schiffen ausgeführte Umbau erforderte eine aufwändige Umgestaltung des unteren Achterschiffs. Danach erreichte das Schiff noch eine Geschwindigkeit von 20 Knoten und verbrauchte pro Tag 92 Tonnen. Den Licht- und Arbeitsstrom lieferten drei Dieselgeneratoren.

## Fast-Schwesterschiffe
Die Svendborg Mærsk war zwar ein einzelner Neubau der Mærsk Line, es wurden jedoch die beiden Schiffe  Kurobe Maru und Kiso Maru mit gleichem Rumpf- und Maschinenanlagenentwurf für die Reederei NYK gebaut. Die beiden Schwesterschiffe der NYK besaßen jedoch andere Aufbauten.